# Amin Bukhari
Amin Mohammed Jan Bukhari (tiếng Ả Rập: أمين محمد جان بخاري; sinh ngày 2 tháng 5 năm 1997) là một cầu thủ bóng đá người Ả Rập Xê Út hiện thi đấu ở vị trí thủ môn cho câu lạc bộ Al-Nassr tại Giải Vô địch quốc gia Ả Rập Xê Út.